# Катана Станіслав Володимирович
Станіслав Володимирович Катана (нар. 11 липня 1992, Дніпропетровськ, Україна) — український футболіст, опорний півзахисник клубу «Кінгсман» з Канадської футбольної ліги.

## Життєпис
Народився в Дніпропетровську, вихованець академії місцевого «Дніпра». Футбольну кар'єру розпочав у сезоні 2009/10 років у складі дубля сімферопольської «Таврії», у складі якого зіграв 8 матчів та відзначився 1 голом. У 2010 році повернувся в Дніпропетровськ, де у складі «Дніпра-2» грав у чемпіонаті області. Дебютував за «Дніпро-2» на професіональному рівні 24 липня 2010 року в програному (0:1) домашньому матчі 1-го туру групи Б Другої ліги проти донецького «Олімпіка». Станіслав вийшов на поле на 86-й хвилині, замінивши Данила Угніча. Єдиним голом за дніпропетровську команду відзначився 27 квітня 2012 року на 24-й хвилині нічийного (1:1) домашнього поєжинку 21-го туру групи Б Другої ліги проти комсомольського «Гірник-Спорту». Катана вийшов на поле в стартовому складі, на 45+1-й хвилині отримав жовту картку, а на 53-й хвилині його замінив В'ячеслав Клименко. У команді провів два неповних сезони: в обласному чемпіонаті зіграв 3 матчі, ще 35 поєдинків (1 гол) провів у Другій лізі України. З 2012 по 2013 рік виступав за ФК «Дніпропетровськ» у чемпіонаті області (9 матчів, 1 гол), по ходу сезону 2013 року перебрався у «ВПК-Перемога» (6 матчів, 1 гол). Влітку 2013 року перебрався в «Скалу». У футболці стрийського клубу дебютував 14 липня 2013 року в програному (0:1) домашньому поєдинку 1-го туру Другої ліги проти криворізького «Гірника». Станіслав вийшов на поле на 46-й хвилині, замінивши Назара Кмітя. Єдиним голом за «Скалу» відзначився 9 жовтня 2013 року на 31-й хвилині переможного (3:0) домашнього матчу проти «Макіїввугілля». Катана вийшов на поле в стартовому складі, на 29-й хвилині отримав жовту картку, ана 68-й хвилині його замінив Володимир Пришнівський. За два сезони в складі «Скали» зіграв 40 матчів у Другій лізі, в яких відзначився 1 голом, ще 2 поєдинки провів у кубку України.
Навесні 2015 року перейшов у «Торонто Атомік» з Канадської футбольної ліги. У своєму дебютному сезоні за клуб з Торонто відзначився 5-ма голами. У 2017 році виступав за шоубольну команду «Торонто АК» в Арена Прем'єр-лізі. Починаючи з сезону 2019 року виступає за команду «Кінгсман» з Канадської футбольної ліги.